# Horní Bolíkov
Horní Bolíkov (dříve Bolíkov, německy Bolikau) je vesnice, část obce Studená v okrese Jindřichův Hradec v Jihočeském kraji. Nachází se asi dva kilometry východně od Studené. Prochází zde silnice I/23. Je zde evidováno 63 adres. V roce 2011 zde trvale žilo 119 obyvatel.
Horní Bolíkov je také název katastrálního území o rozloze 6,13 km².
Vesnicí protéká Hornobolíkovský potok.

## Historie
První písemná zmínka o vesnici pochází z roku 1364.

## Obyvatelstvo
| Rok            | 1869 | 1880 | 1890 | 1900 | 1910 | 1921 | 1930 | 1950 | 1961 | 1970 | 1980 | 1991 | 2001 | 2011 | 2021 |
| -------------- | ---- | ---- | ---- | ---- | ---- | ---- | ---- | ---- | ---- | ---- | ---- | ---- | ---- | ---- | ---- |
| Počet obyvatel | 264  | 275  | 260  | 278  | 257  | 267  | 259  | 223  | 252  | 204  | 160  | 144  | 123  | 119  | 121  |
| Počet domů     | 45   | 45   | 44   | 44   | 45   | 45   | 50   | 54   | 53   | 50   | 47   | 53   | 54   | 58   | 58   |

## Obecní správa
Při sčítání lidu v letech 1850–1975 Horní Bolíkov byl samostatnou obcí, se kterým patřil nejprve do okresu Dačice, ale od roku 1960 v okrese Jindřichův Hradec. Od 1. ledna 1976 je částí obce Studená v okrese Jindřichův Hradec.

## Pamětihodnosti

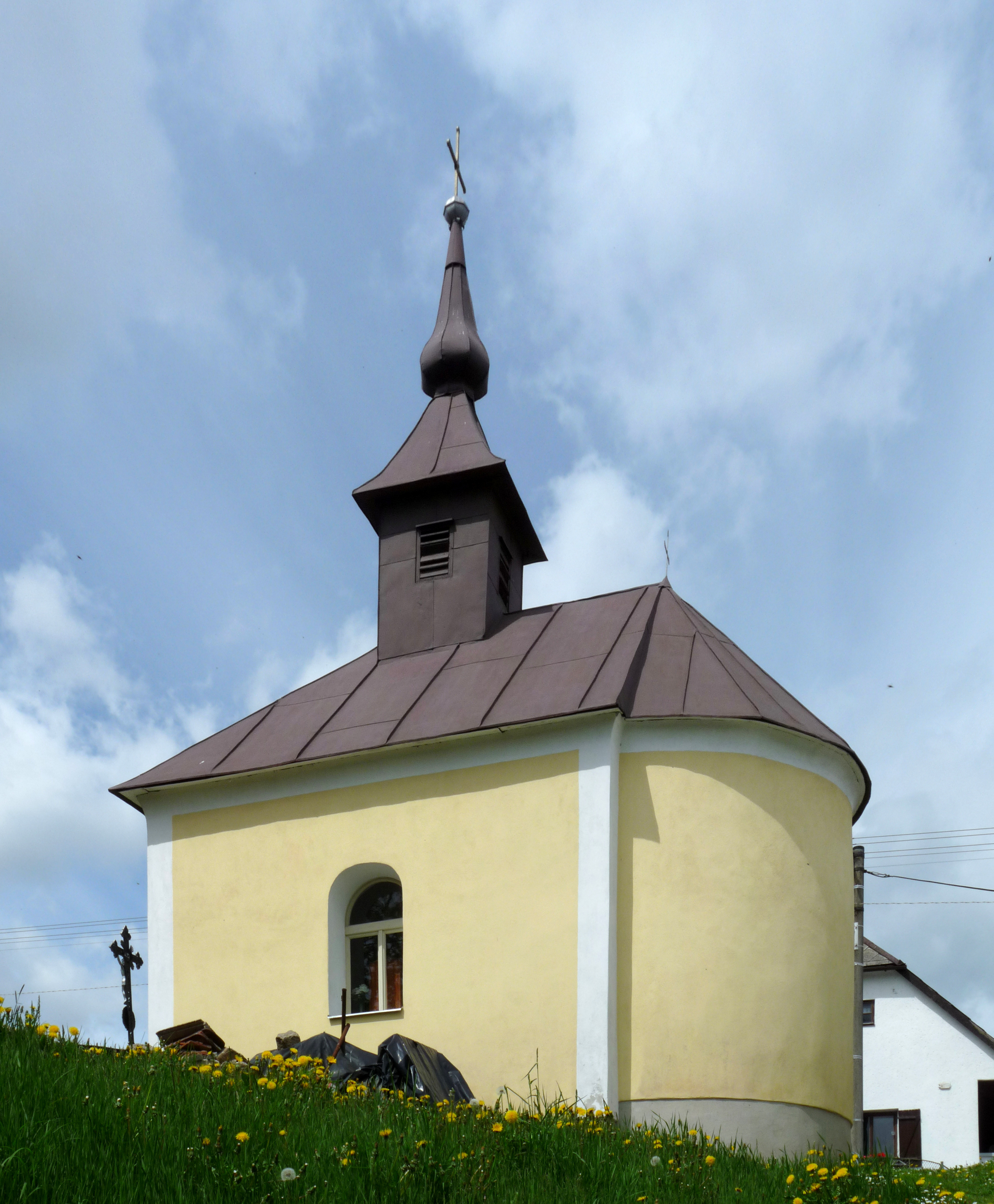

- Na návsi stojí rekostruovaná kaple a před ní křížek.
- Další křížek, s datací 1900, se nachází u odbočky ke vsi z hlavní silnice směrem od Studené.